# Katedrála Nejsvětější Trojice (Žilina)
Katedrála Nejsvětější Trojice je hlavní kostel římskokatolické žilinské diecéze. Nachází se v historickém jádru Žiliny v ulici Horní val. Bezprostředně od náměstí Andreje Hlinky, které leží pod ní, ji oddělují schody a balustráda se sousoším sv. Cyrila a Metoděje. Vedle katedrály stojí Burianova věž, která plní funkci její zvonice.
Katedrála je významnou architektonickou památkou a jedním ze symbolů Žiliny. Dominuje na pohlednicích prezentujících Žilinu i celé severozápadní Slovensko, byla zobrazena i na slovenských poštovních známkách.

## Současný stav
Trojlodní, renesančně přestavěný gotický kostel má jednu původní 51 metrů vysokou věž a jednu dodatečně vedle přistavěnou zvonici (Burianovu věž) vysokou 46 metrů. Od náměstí Andreje Hlinky jej odděluje balustráda se sousoším sv. Cyrila a Metoděje.
Hlavní oltář pochází z roku 1697, na oltářích se nacházejí vzácné obrazy od Klemense (1817–1883). Na budově je umístěna pamětní tabule na rekonstrukci objektu z roku 1942.

## Historie

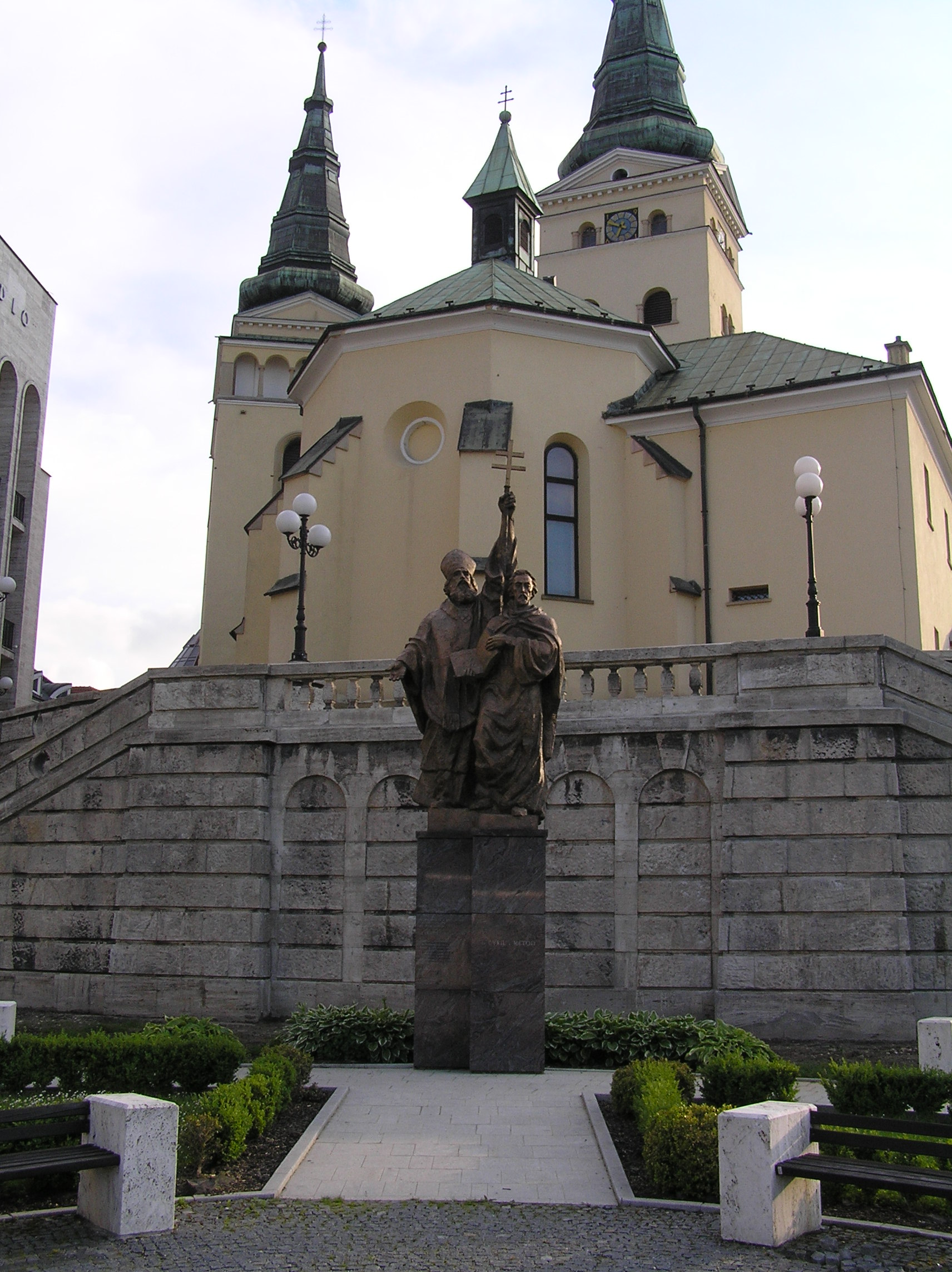
Sousoší Cyrila a Metoděje, v pozadí katedrála

Třílodní gotický kostel Nejsvětější Trojice s jednou věží byl vybudován někdy na konci 14. století na místě starého románského kostela, který byl zasvěcen Panně Marii.
V první polovině 16. století (někdy okolo roku 1530) byla vedle něj z příkazu majitele Žiliny, Buriana Světlovského z Vlčnova vybudována další mohutná věž, která plnila primárně obranné a strážní účely, nicméně stala se i zvonicí katedrály. Původně se jmenovala Nová věž, později byla přejmenována na Burianovu.
Někdy okolo poloviny 16. století byla Žilina vypálena a obsazena loupežnými pány z rodu Podmanických, přičemž dotyční si z kostela udělali pevnost. Po jejich definitivním odchodu ze Žiliny byl kostel z příkazu nového majitele Mikuláše Dersffyho rozsáhle přestavěn, nitranský biskup Zachariáš Rohožník-Mošovský jej pak vysvětil jako kostel Nejsvětější Trojice.
Kostel vyhořel v roce 1678 a poté prodělal ještě v tomtéž století dvě rozsáhlé přestavby a restaurace, takže na konci 17. století měl již výrazně renesanční charakter. V roce 1762 byla ke kostelu přestavěna kaple sv. Jana Nepomuckého a obě věže dostaly barokní střechy.
21. června 1848 kostel opět vyhořel (spolu s celou Žilinou) a o deset let později mu zasadilo další ránu silné zemětřesení. Poté byl znovu zrekonstruován. V roce 1886 jej znovu postihl požár, nebyl však tak ničivý jako předchozí, shořely střechy a část vybavení. V roce 1888 byly nové střechy dokončeny. Kostel pak už nedoznal významných zvěn, přestavována však byla Burianova věž a to v letech 1890 a 1941–1942 (z poslední přestavby pochází vyhlídkový ochoz).
V roce 1997 se kostel objevil na slovenské poštovní známce.
V roce 2000 bylo pod katedrálou odhaleno sousoší sv. Cyrila a Metoděje od slovenského sochaře Ladislava Beráka.
V roce 2008 byl doposud farní kostel povýšen na katedrálu nově zřízené žilinské diecéze.